# Konstantin Sergejevič Aksakov
Konstantin Sergejevič Aksakov (rusko Константи́н Серге́евич Акса́ков), ruski publicist, kritik, jezikoslovec in pesnik, * 10. april (29. marec, ruski koledar) 1817, vas Novo-Aksakovo, Orenburška gubernija, Ruski imperij (sedaj Rusija), † 19. december (7. december) 1860, otok Zakintos, Grčija.
Aksakov je skupaj s pesnikom Homjakovom in z bratoma Kirejevski izdelal ideologijo slovanofilstva.
Zavzemal se je za liberalno-buržuazne reforme in za odpravo tlačanstva.
Pisal je zgodovinske drame in pesmi, v katerih je slavil rusko zgodovino.